# (21223) 1995 DL
(21223) 1995 DL est un astéroïde de la ceinture principale d'astéroïdes découvert en 1995.

## Description
(21223) 1995 DL a été découvert le 21 février 1995 à l'observatoire astronomique d'Ōizumi, situé à Ōizumi, dans la préfecture de Gunma, au Japon, par Takao Kobayashi.

### Caractéristiques orbitales
L'orbite de cet astéroïde est caractérisée par un demi-grand axe de 3,17 UA, un périhélie de 2,84 UA, une excentricité de 0,10 et une inclinaison de 4,28° par rapport à l'écliptique. Du fait de ces caractéristiques, à savoir un demi-grand axe compris entre 2 et 3,2 UA et un périhélie supérieur à 1,666 UA, il est classé, selon la JPL Small-Body Database, comme objet de la ceinture principale d'astéroïdes.

### Caractéristiques physiques
(21223) 1995 DL a une magnitude absolue (H) de 13,4 et un albédo estimé à 0,083.